# 堆積相対比の法則
堆積相対比の法則（たいせきそうたいひのほうそく、英語: law of the correlation of faces）は垂直的な地層において、一つの堆積相が他の堆積相に漸移した際、これらが示す堆積当時の環境は隣接していたことを示すという法則である:66。

## 概要

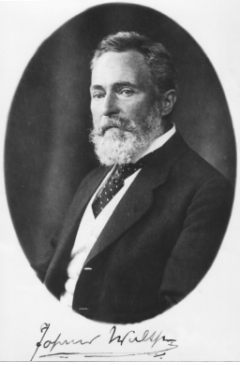
発見者のヨハネス・ワルター

堆積相（英: sedimentary facies）はとある一群の地層の中においても、それぞれの堆積状況の違いによって複数の分類が可能であることがあり、このような場合においてその分類のことをいう。ここで垂直的な地層を考えると、上下の堆積相によって当時の環境を復元することが可能であり、これを堆積相対比の法則という。
この法則は露頭以外においてもボーリングコアやそれをもとに作成された柱状図でも成り立ち、古環境を復元するために活用されている。また、鍵層が存在しなくともこの法則が成り立つのであれば、垂直的な相の隣接は水平的な相の隣接と対応するため、相の隣接を層の対比に活用する際に活用されている:142-143。

### 名称
発見者の名前をとって「ワルターの法則」ともいう。英語においても「Walther's Law of Facies」とも呼称される。またロシアにおいては「Golovkinsky-Walther's Law」とも呼称されており、これはロシア人の地球科学者ニコライ・ゴロビンスキーが独立にこの法則を発見されたといわれているためである。